# Émirat de l'Adamaoua
Pour les articles homonymes, voir Adamaoua.
1809 – 29 juillet 1903
Entités suivantes :
- Protectorat du Nigeria du Nord
- Kamerun allemand

L'émirat de l'Adamaoua est une ancienne entité territoriale d'Afrique centrale. État vassal ou province de l'empire peul de Sokoto, sa capitale est déplacée à plusieurs reprises jusqu'à ce qu'elle s'installe à Yola, sur les rives de la Bénoué, vers 1841. Il est désigné par le nom peul de Fombina, le Sud, les hautes terres sont appelées Hooseere : la Montagne.

## Géographie
Son territoire correspond actuellement aux régions de l'État d'Adamawa et de l'État de Taraba au Nigeria, ainsi qu'aux trois provinces du nord du Cameroun 
(Extrême-Nord, Nord et Adamaoua), tout comme une partie du Tchad et de la République centrafricaine actuels. Le lamidat de L’Adamaoua en 1805 sera disloqué en plusieurs entités lamidats tels que le lamidat de fombina’a demeurant à Yola dans l’Etat adamawa. Ce dernier joue la tutelle de tous les lamidats des trois provinces du nord Cameroun les plus connus sont (Lamidat de Rey bouba, Lamidat de Tibati, Lamidat de Maroua, Lamidat de Banyo, Lamidat de Garoua, Lamidat de Demsa, Lamidat de Ngaoundere) au Sud du Tchad nous retrouvons (Sultanat de Bindir, Sultanat Mouloundou, du Nja’amena) et plusieurs lamidat lamidat a l’ouest de la République centrafricaine. 

## Histoire

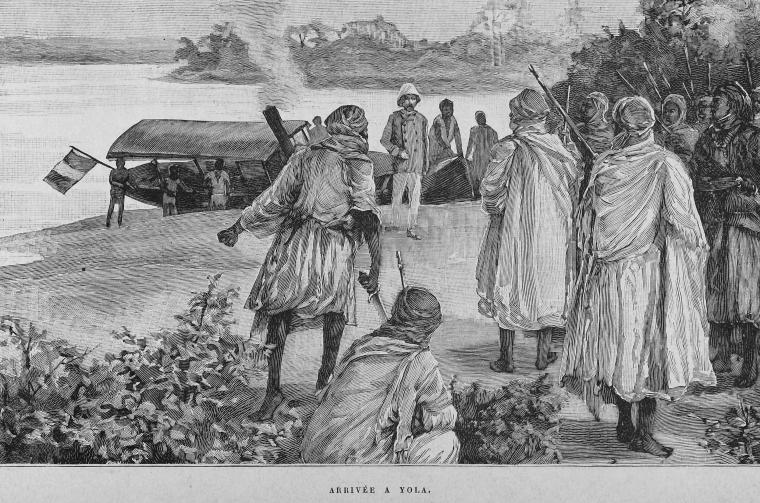
Arrivée du lieutenant Mizon à Yola en 1891

Il est fondé par Modibbo Adama, un commandant du cheikh Ousman dan Fodio, l'homme qui a commencé le jihad peul en 1780.

## Économie
L'émirat de l'Adamawa comme le califat de Sokoto, ont une économie basée sur l'esclavage et la traite des esclaves. les esclaves sont non seulement des « produits d'exportation », mais aussi utilisés dans tous les secteurs économiques ; dans les plantations, le travail domestique, le commerce, les travaux agricoles communs, les harems, dans l'administration et comme guerriers. La population esclave du califat de Sokoto constitue selon les estimations entre un tiers et la moitié de la population totale. Cependant, il n'y a pas de division nette entre esclaves et libres, mais une graduation de la relation de dépendance entre maître et sujet. Le statut des esclaves n'est pas figé, il existe les possibilités d'acquérir une relation de confiance particulière avec leur maître ou même gagner la pleine liberté.

## Dirigeants
Les dirigeants de l'Émirat portent le titre de Modibbo, Le descendant de la dynastie porte le titre de dirigeant traditionnel de Lamido de l'Adamaoua dans l'État d'Adamawa au Nigéria.